# Дунтай
Дунта́й (кит. упр. 东台, пиньинь Dōngtái) — городской уезд городского округа Яньчэн провинции Цзянсу (КНР). Название происходит от названия посёлка Дунтай.

## История
Во времена империи Цин в 1768 году был образован уезд Дунтай (东台县).
В 1949 году был образован специальный район Тайчжоу (泰州专区), и уезд вошёл в его состав. В 1950 году уезд был передан в состав Специального района Яньчэн (盐城专区).
В 1970 году Специальный район Яньчэн был переименован в Округ Яньчэн (盐城地区).
В 1983 году Округ Яньчэн был преобразован в городской округ Яньчэн.
В 1987 году уезд Дунтай был преобразован в городской уезд.

## Административное деление
Городской уезд делится на 14 посёлков.

## Экономика
Вдоль морского побережья уезда построены офшорные ветряные электростанции (основными инвесторами являются China Energy Investment Corporation и Électricité de France). В Дунтае расположен промышленный парк Sumec Corporation. Уезд славится своими арбузами.